# トマス・ナイズ
トマス・R・ナイズ（Thomas R. Nides, 1961年 - ）は、アメリカ合衆国の実業家、政治家。バラク・オバマ政権で国務副長官（管理・資源担当）を務めた。

## 生い立ち
1979年にダルース東高校を卒業。ミネソタ大学に進学し、政治学を専攻。

## 政治への関与
大学卒業後は民主党ウォルター・モンデールのスタッフとして働き、1984年の大統領選挙をサポート。1986年から1989年まで民主党トニー・コエーリョ連邦下院議員の特別補佐官として勤務。1989年から1992年までトーマス・フォーリー連邦下院議長の秘書官として勤務。1993年から1995年までミッキー・カンター米通商代表の首席補佐官として勤務。
2000年の大統領選挙では、民主党ジョー・リーバーマン連邦上院議員の首席補佐官として選挙運動を支援。2004年の大統領選挙では、民主党ジョン・ケリー連邦上院議員の選挙活動を支援。

## 企業経営
1995年に連邦住宅抵当公庫に参加し、上級副社長および執行委員会委員に就任。続いてバーソン・マーステラにて社長兼最高経営責任者、2001年から2004年までクレディ・スイス・ファースト・ボストンにて最高総務責任者を歴任。
ナイズは2005年から2010年までモルガン・スタンレー社の最高執行責任者を務めた。彼は役員として、モルガン・スタンレーの経営委員会および執行委員会の委員も務めた。

## 国務副長官
2010年9月14日、ワシントン・ポスト紙は行政管理予算局長に転任するジェイコブ・ルー国務副長官（管理・資源担当）の後任に、ナイズが指名される公算が大きいと報じた。ブルームバーグやロイターなども同様の報道を行った。ホワイトハウスは2010年9月29日、バラク・オバマ大統領がナイズを国務副長官に指名した旨を発表した。ナイズは2010年12月22日に上院の承認を受けた後、2011年1月3日に就任宣誓を行い国務副長官に就任した。

## 駐イスラエル大使

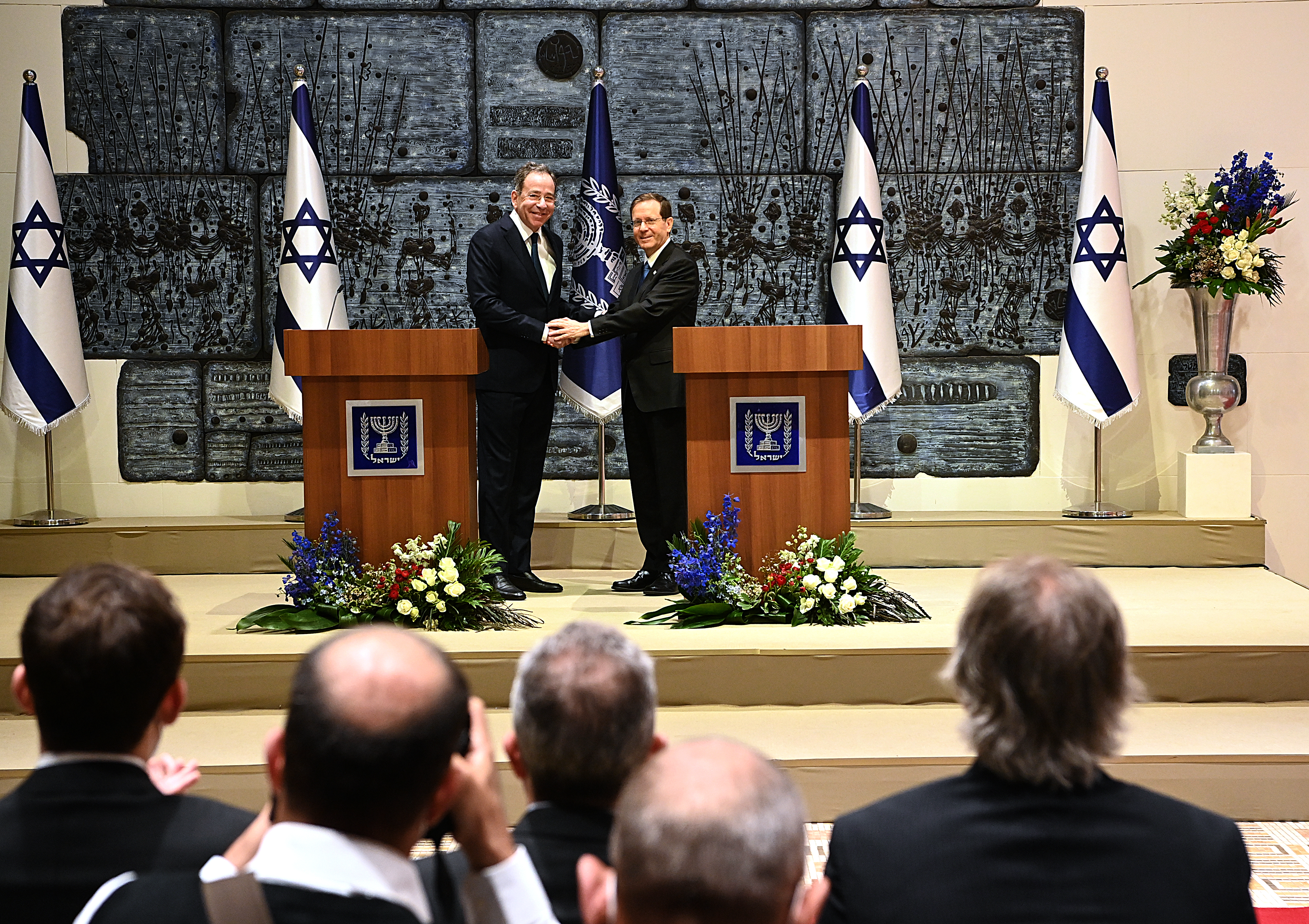
ナイズは2021年12月5日にイスラエルのイツハク・ヘルツォグ大統領に信任状を提出した。

2021年6月15日、ジョー・バイデン大統領はナイズを駐イスラエル大使に指名すると発表した。2021年11月3日、ナイズはアメリカ合衆国上院で承認された。2021年12月5日、イツハク・ヘルツォグ大統領に信任状を提出した。ナイズは2023年7月に大使を辞任した。